# Гроецкий уезд
Гроецкий уезд — административная единица в составе Варшавской губернии Российской империи, существовавшая c 1837 года по 1919 год. Административный центр — город Гройцы.

## История
Уезд образован в 1837 году в составе Мазовецкой губернии. С 1844 года — в Варшавской губернии. В 1919 году преобразован в Груецкий повят Варшавского воеводства Польши.

## Население
По переписи 1897 года население уезда составляло 108 351 человек, в том числе в городе Гройцы — 6028 жит., в безуездном городе Варка — 4274 жит.

### Национальный состав
Национальный состав по переписи 1897 года:
- поляки — 87 728 чел. (81,0 %),
- евреи — 15 824 чел. (14,6 %),
- немцы — 3209 чел. (3,0 %),
- русские — 1272 чел. (1,2 %),

## Административное деление
В 1913 году в состав уезда входило 20 гмин: 
| - Блендов — пос. Блендов, - Борове — д. Борове, - Бельск — д. Бельск, - Вонгродно — с. Камионка, - Гора-Кальвария — пос. Гора-Кальвария, - Дрвалев — с. Дрвалев, - Кобылин — с. Кляшанка, - Коморники — пос. Тарчин, - Конары — с. Конары, - Коне — с. Залензе-Дуже, | - Конты — с. Конты, - Леханице — с. Завады, - Липе — с. Липе, - Могельнице — пос. Могельнице, - Новавесь — сел. Муравенка, - Промна — с. Фаленцыце, - Рыкалы — пос. Гощин, - Черск — пос. Черск, - Язгаржев — с. Язгаржев, - Ясенец — д. Госьневице. |